# Jimmie Lunceford

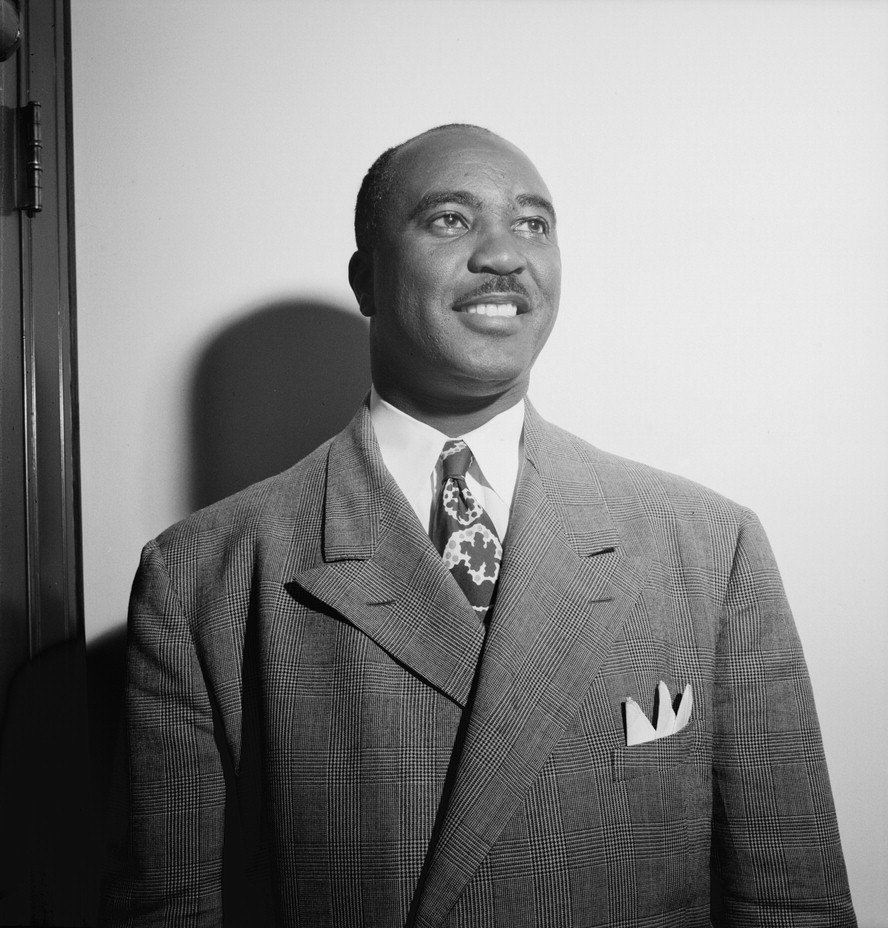
Jimmie Lunceford, ca. August 1946.
Fotografie von William P. Gottlieb.

James Melvin „Jimmie“ Lunceford (* 6. Juni 1902 bei Fulton, Mississippi; † 12. Juli 1947 in Seaside, Oregon) war ein US-amerikanischer Jazzmusiker (Altsaxophon) und Bandleader.

## Leben
Lunceford wurde auf der Farm der Familie in der Evergreen Community westlich des Flusses Tombigbee im Nordosten von Mississippi geboren. Den Namen Lunceford hatte seine Familie väterlicherseits noch von ihrem ehemaligen Besitzer auf einer Farm nahe Fulton, denn der Großvater von Lunceford war noch Sklave. Nach dem Bürgerkrieg befreit konnte er als Landarbeiter genug verdienen um sich eine Farm zu kaufen. Lunceford ging in Denver zur Schule, studierte bei Wilberforce Whiteman (dem Vater von Paul Whiteman) und anschließend an der Fisk University (Master of Arts-Abschluss 1926) und am City College in New York Musik. Zwischen 1924 und 1926 spielte er mit Elmer Snowden und Wilbur Sweatman. Im Jahre 1927 als er an der High School in Memphis, Tennessee Sport unterrichtete, gründete er eine Schülerband, die Chickasaw Syncopators aus dem das spätere Jimmie Lunceford Orchester hervorging. Das Orchester machte seine erste Plattenaufnahme im Jahre 1927 und war mehrere Jahre auf Tournee. Erste Erfolge feierte es Anfang der 1930er Jahre in Buffalo und trat dann im Raum New York auf; erste Aufnahmen entstanden in dieser Zeit für Victor, die sich jedoch schlecht verkauften. Erste Erfolge in den Charts hatte er 1934/35 mit den für Decca eingespielten Ellington-Nummern „Mood Indigo“ (#19) und „Black and Tan Fantasy“ (#19). Sein einziger Nummer-1-Hit wurde im Mai 1935 Luncefords Komposition „Rhythm Is Our Business“, die fortan einer der Erkennungsmelodien des Orchesters wurde.
1934 löste das Jimmie Lunceford Orchestra, nachdem sie dort schon 1933 erfolgreich auftraten, die Band von Cab Calloway als Hausband des bekannten Cotton Club ab, was Lunceford den Durchbruch brachte. Sein Arrangeur war ab 1934 der Trompeter Sy Oliver; im Herbst nahm das Orchester für Decca auf; diese Schallplatten machten es in den Vereinigten Staaten bekannt. Ihr „Lunceford two beat“-Swing in moderatem Tempo wurde später zum Vorbild für andere Bands wie die von Tommy Dorsey. Zur Band gehörten u. a. der Tenorsaxophonist Joe Thomas, Posaunist Trummy Young (ab 1937), Altsaxophonist Willie Smith, Schlagzeuger Jimmy Crawford und Eddie Durham (Posaune und elektrische Gitarre). Mehrere Bandmitglieder sangen auch, neben dem Hauptsänger (und Saxophonisten) Dan Grissom. Zur großen Popularität der Band trug auch ihr Manager Harold Oxley bei; jede wichtige Tournee kündigte er mit Postkarten an die Tanz-Promoter an.
1937 unternahm Lunceford eine ausgedehnte Europatournee. 1940 verließ Sy Oliver die Band, um für Tommy Dorsey zu arbeiten (der ihm 5000 Dollar pro Jahr mehr bot) und wurde durch Gerald Wilson  ersetzt. Lunceford setzte weniger auf Radioauftritte wie die anderen Swing-Bands, sondern tourte im Mittel 40.000 Meilen im Jahr, was viele Bandmitglieder an die Belastungsgrenze brachte. Da er außerdem nicht sonderlich gut zahlte, verließen weitere Mitglieder die Band; Lunceford erhielt jedoch 1940 schon ein Honorar von 500 $ für einen One-Nighter. Jimmie Lunceford starb 1947 unerwartet an Herzstillstand während einer Autogrammstunde in Seaside, Oregon. Eine Weile versuchten Joe Thomas und der Pianist Eddie Wilcox (der Arrangeur der Band war) noch erfolglos, die Band weiterzuführen.
Lunceford selbst spielte nicht nur Saxophon, Klarinette, Flöte und Posaune, sondern auch Gitarre. Er ist jedoch auf Aufnahmen der Band selten zu hören, so auf einer Aufnahme von „Liza“ (1939) an der Flöte.
Jimmie Lunceford war ein begeisterter Pilot. Nach Willie Smith war das ein Grund, warum er seine Musiker relativ schlecht bezahlte, da er ständig neue Flugzeuge kaufte.

## Bedeutung

Jimmie Lunceford & His Orchestra – My Blue Heaven

Die von Jimmie Lunceford geleitete Band gehörte zu den herausragendsten der Swing-Ära. Bigband-Historiker George T. Simon nennt sie sogar die aufregendste Bigband aller Zeiten, weniger wegen ihrer Musik als ihrer Showmanship, in der sie den anderen Swing-Top-Bands nach Simon weit voraus waren. Die Band war für ihre perfekten Showeinlagen und humorvollen Liedtexte bekannt. Maßgeblichen Anteil am Erfolg hatten auch die Arrangements von Sy Oliver und eine legendäre Disziplin und Exaktheit die das Zusammenspiel der Musiker kennzeichnete, und für die vor allem der ehemalige Lehrer Lunceford verantwortlich war.

## Sammlung
- The Complete Jimmie Lunceford Decca Sessions (1934–1947) – (Mosaic, 2011) – 7 CDs mit Sy Oliver, Henry Wells, Willie Smith, Dan Grissom, Joe Thomas, Earl Carruthers, Eddie Wilcox, Jimmy Crawford, Paul Webster, Eddie Durham, Trummy Young, Ted Buckner as, Snooky Young, Gerald Wilson, Truck Parham b, Earle Warren arr, Tadd Dameron arr, Benny Waters, Omer Simeon.